# Đông Ngạc
Đông Ngạc là một phường thuộc thành phố Hà Nội, Việt Nam.

## Địa lý
Phường Đông Ngạc, có vị trí địa lý:
- Phía Đông tiếp giáp phường Phú Thượng, Xuân Đỉnh (ranh giới đi theo đường Phạm Văn Đồng)
- Phía Tây tiếp giáp phường Thượng Cát (ranh giới đi theo sông Nhuệ - phố Viên - ranh giới cấp xã cũ)
- Phía Nam tiếp giáp phường Tây Tựu, Phú Diễn (đi theo ranh giới cấp xã hiện nay)
- Phía Bắc tiếp giáp phường Thiên Lộc (ranh giới đi theo đường sông Hồng.

## Lịch sử
Trước Cách mạng Tháng Tám năm 1945, Đông Ngạc là một xã thuộc tổng Xuân Tảo, huyện Từ Liêm, phủ Hoài Đức, tỉnh Hà Đông. Sau năm 1954, xã Đông Ngạc thuộc quận Quảng Bá, ngoại thành Hà Nội. Năm 1961, xã Đông Ngạc sáp nhập với hai xã Liên Ngạc và Nhật Tảo thành xã Đức Thắng thuộc huyện Từ Liêm. Năm 1964, xã Đức Thắng đổi tên thành xã Đông Ngạc.
Làng Đông Ngạc (tên nôm là làng Vẽ hay Kẻ Vẽ, tên chữ là Đông Ngạc) được coi là một trong những làng cổ nhất của Hà Nội. Làng này còn được gọi là "làng tiến sĩ" do có rất nhiều vị tiến sĩ Hán học và Tây học là người làng.
Ngày 27 tháng 12 năm 2013, Chính phủ ban hành Nghị quyết số 132/NQ-CP về việc điều chỉnh địa giới hành chính huyện Từ Liêm để thành lập 2 quận và 23 phường thuộc thành phố Hà Nội. Theo đó:
- Chuyển xã Đông Ngạc về quận Bắc Từ Liêm mới thành lập
- Thành lập phường Đông Ngạc trên cơ sở điều chỉnh 241 ha diện tích tự nhiên và 23.922 người của xã Đông Ngạc
- Thành lập phường Đức Thắng trên cơ sở điều chỉnh 120 ha diện tích tự nhiên và 19.923 người còn lại của xã Đông Ngạc.

Ngày 16 tháng 6 năm 2025, Quốc hội Việt Nam quyết định sắp xếp toàn bộ diện tích tự nhiên, quy mô dân số của phường Đức Thắng, một phần diện tích tự nhiên, quy mô dân số của phường Cổ Nhuế 2 và phường Thụy Phương, Minh Khai, Đông Ngạc (quận Bắc Từ Liêm), để thành lập phường Đông Ngạc mới.

## Văn hóa

### Các nghề truyền thống
Đông Ngạc nổi tiếng với nghề làm giò chả, nem còn đến tận ngày nay. Người xưa có câu "Giò Chèm, nem Vẽ" để nói về 2 thứ đặc sản ngon nổi tiếng vùng này. Chèm và Vẽ là 2 làng thuộc Đông Ngạc cổ xưa, nay là phường Thụy Phương và phường Đông Ngạc. Ngoài ra, những năm 80-90, người làng Đông Ngạc còn làm mũ nan và mây tre truyền thống. Những chiếc mũ nan nhiều màu, vành rộng đã được xuất khẩu sang một số nước như Lào, Campuchia, Cuba,...

### Di tích

#### Đình Đông Ngạc
Phường nổi tiếng với đình làng Đông Ngạc, một ngôi đình có quy mô to lớn, nhiều hạng mục với các thành phần kiến trúc cổ kính và chuẩn mực đã tồn tại từ thế kỷ 17. Đình được xây dựng trên một thế đất cao ráo, đắc địa ở phía Bắc làng, sát với đê sông Hồng. Tương truyền, thời xưa đình vốn là một toà miếu cổ có từ thời Đường vào thế kỷ 7. Năm 1635, dân làng đã xây lại và mở rộng thành đình để thờ thành hoàng làng. Đình thờ 3 vị thần tượng trưng cho cả Thiên - Địa - Nhân. 
- Thiên thần: Thần Độc Cước, do Phan Phu Tiên rước về từ Sầm Sơn, Thanh Hoá;
- Nhân thần: Lê Khôi, cháu vua Lê Thái Tổ, là một tướng lĩnh làm đến chức Nhập nội tư mã, Thượng tướng quân, mất sau trận thắng thành Đồ Bàn. Thần được người làng là Đô đốc Đồng Xuyên Hầu rước về từ Nghệ An;
- Địa thần: Bản thổ Thành hoàng. (trong các sắc phong còn giữ được đều ghi là "Bảo vệ Chương Hòa đôn ngưng thổ địa hiển trưng chi thần"). Thần trừ tai chống hạn cầu cúng linh ứng. Kể từ khi có dân đến ở đến nay thì thần đã là Thành hoàng. Các triều đại đều có sắc phong, sự tích đã bị mai một, nay người dân không còn nhớ rõ nữa.

Ngoài ra Đình còn thờ tiến sĩ Phạm Quang Dung là người làng có công đứng ra trùng tu đình năm 1718 và Phạm Thọ Lý, người đã cung tiến đất làm đình lần đầu năm 1635. Trong đình hiện còn lưu giữ nhiều hiện vật quý, có giá trị, như bia đá và bộ tranh sơn mài thời Lê.

#### Chùa làng
Phường có chùa Tư Khánh với phong cách nghệ thuật thế kỷ 18 - 19. Chùa có quả chuông đúc năm Diên Hựu thứ 2 (1315). Trong chùa hiện còn có tấm bia có niên đại Thịnh Đức ghi rõ công đức của vợ chồng Nguyễn Phúc Ninh, cúng gia tư điền sản để tu bổ, dựng lại chùa, và được dân làng tôn làm Hậu Phật.

#### Nhà cổ
Phường hiện còn trên 100 ngôi nhà cổ có thời gian xây dựng trên 100 năm, trong đó có nhiều ngôi nhà gỗ được đục chạm công phu. Nhà thờ Đỗ Thế Giai, một vị quan lớn thời Lê Trịnh là nơi còn giữ được khá nhiều những di vật có giá trị và cũng là ngôi nhà được chọn làm bối cảnh quay nhiều phim truyện, phim truyền hình.

### Văn học nghệ thuật
Phường có 9 bài thơ dài để đọc lên lúc thưởng lụa và tiền cho các đào nương trong nghi lễ hát ca trù xưa đã được tổ chức vào dịp hội làng ngày 9 tháng 2 âm lịch hàng năm. Chín bài thơ này do Lê Đức Mao (1462 - 1529), một người hay chữ trong làng đã thay mặt các giáp soạn ra. Đây cũng là tư liệu chữ viết đầu tiên về ca trù trong kho tàng di sản Hán Nôm, và cũng là cứ liệu sớm nhất về thơ lục bát và song thất lục bát trong lịch sử văn học Việt Nam.

### Danh nhân
Phường Đông Ngạc đã là nơi xuất thân của 18 vị Tiến sĩ nho học (với 1 Thái học sinh, 1 Bảng nhãn, 2 Hoàng giáp và 14 Đồng tiến sĩ; gồm: Phan Phu Tiên-1429, Phạm Lân Định (Luân Định)-1514, Phạm Thọ Chỉ-1577, Phạm Hiển Danh-1646, Phạm Quang Trạch-1683, Phan Vinh Phúc-1685, Phạm Quang Hoàn-1694, Phạm Quang Dung-1706, Phạm Quang Ninh (Nguyên Ninh)-1731, Phan Lê Phiên-1757, Nguyễn Đình Thạc-1779, Hoàng Tế Mỹ-1826, Phạm Gia Chuyên-1831, Nguyễn Văn Tùng-1838, Nguyễn Hữu Tạo-1844, Phạm Quang Mãn-1849, Hoàng Tướng Hiệp-1865, Nguyễn Dự-1879), 2 Phó bảng nho học (Nguyễn Văn Hội-1849, Hoàng Tăng Bí-1910), 6 vị đỗ sĩ vọng (tức thi hội chỉ vào đến tam trường nhưng nổi tiếng là hiền tài nên cũng coi như tiến sĩ), 7 tiến sĩ thời Pháp, và thời nay đã có tới hơn 50 tiến sĩ.
Xưa phường Đông Ngạc có câu ngạn ngữ "Đất Kẻ Giàn, quan Kẻ Vẽ" để bày tỏ niềm tự hào có nhiều người thành đạt trong khoa bảng. Trong các dòng tộc ở đây, họ nào cũng có người đỗ đại khoa, ít nhất là một người. Nhiều họ như họ Phạm có 16 người. Gia đình Hoàng giáp Hoàng Tế Mỹ từ khi định cư ở Đông Ngạc có 3 đời nối tiếp nhau đỗ Tiến sĩ và 1 Phó bảng (Hoàng Nguyễn Thự, Hoàng Tế Mỹ, Hoàng Tướng Hiệp, Hoàng Tăng Bí); cũng như gia đình Bảng nhãn Phạm Quang Trạch có tới 7 người đỗ đại khoa (từ Tiến sĩ Phạm Luân Định, Hoàng giáp Phạm Thọ Chỉ đến Tiến sĩ Phạm Quang Ninh) trong khoảng 217 năm (1514-1731).
Đông Ngạc đã sản sinh ra nhiều danh nhân, đóng góp lớn nhiều mặt ở nhiều lĩnh vực và mọi thời kỳ lịch sử:
- Thời phong kiến có Phan Phu Tiên, Đỗ Thế Giai, Lê Đức Mao, Phạm Quang Trạch, Phạm Quang Dung, Phan Lê Phiên, Hoàng Nguyễn Thự (chuyển cư đến từ Đông Bình huyện Gia Bình tỉnh Bắc Ninh), Hoàng Tế Mỹ, Phạm Gia Chuyên, Nguyễn Hữu Tạo,...
- Thời cận-hiện đại với Phan Văn Trường, Hoàng Tăng Bí... và thời hiện đại với Hoàng Minh Giám (cố Bộ trưởng Bộ Văn Hoá), bác sĩ Hoàng Tích Trý (cố Bộ trưởng Bộ Y tế), Hoàng Tích Mịnh và Hoàng Thủy Nguyên (hai chú cháu đều được trao tặng Giải thưởng Hồ Chí Minh lĩnh vực y - dược), Tiến sĩ Hoàng Thị Nga (nữ tiến sĩ khoa học đầu tiên và nữ hiệu trưởng đại học đầu tiên),  Đại tá, GS-BS Phạm Văn Cự (Cựu Phó Giám đốc Bệnh viện Quân đội 175), Trung tướng GS-TS Phạm Gia Khánh (Giám đốc Học viện Quân y), GS-TS Phạm Gia Khải (Viện trưởng Viện Tim mạch), TS Phạm Gia Khiêm (phó Thủ tướng Chính phủ Việt Nam) và những chính khách, nhà khoa học khác.

Bên cạnh truyền thống khoa bảng, phường Đông Ngạc còn là một địa bàn quan trọng trong kháng chiến chống Pháp ở thủ đô Hà Nội, là cơ sở y tế cứu chữa thương binh trong trận chiến bảo vệ Hà Nội năm 1946, và đã nuôi giấu nhiều cán bộ kháng chiến trong những năm Pháp chiếm đóng. Năm 2004, Đảng bộ và nhân dân phường Đông Ngạc đã được Nhà nước trao tặng danh hiệu Anh hùng lực lượng vũ trang nhân dân.